# Івеняса
Івеняса (рум. Ivăneasa) — село у повіті Бистриця-Несеуд в Румунії. Входить до складу комуни Ілва-Маре.
Село розташоване на відстані 335 км на північ від Бухареста, 38 км на північний схід від Бистриці, 117 км на північний схід від Клуж-Напоки.

## Населення
За даними перепису населення 2002 року у селі проживала 601 особа, усі — румуни. Усі жителі села рідною мовою назвали румунську.